# Алекси Чанов
Алекси (Алексо) Чанов (Чанев) Кехайов, известен още и като Дедо Алексо, е деец на Българското възраждане и участник в църковно-националните борби на българите в Източна Македония.

## Биография
Алекси Чанов е роден в село Плевня, Драмско, днес Петруса, Гърция. Той е сред лидерите на българската екзархийска партия в Драмско и един от първенците на родното си село. Ползва се с доверие и влияние пред богатите бейове в Драма и правителствените кръгове. Енергичен и авторитетен, неговата дума е закон за съселяните му. Участва в народния събор, проведен през 1869 година в село Гайтаниново, на който се отхвърля върховенството на Цариградската патриаршия. Подпомага финансово учителско дружество „Просвещение“ в Неврокоп със сумата от 200 гроша. На 20 май 1878 година Алекси Чанов заедно с Печо Хаджиоглу от името на Драмската българска община подписва Мемоара до Великите сили с искане за прилагане на Санстефанския договор и неоткъсване на Македония от новосъздадената българска държава. Поддържа връзка с хаджи Димко Хаджииванов от Горно Броди.